# Diego González Castañón
Diego González Castañón (Puebla de Lillo, León, España) fue un eclesiástico español del siglo XVIII.

## Biografía
Fue prior del convento de San Marcos de León en 1712 y 1726. Siendo prior se construyó la mitad de la fachada de San Marcos del lado del puente, la que corre hacia el río Bernesga. Visitador de la Orden de Santiago y capellán de honor de Felipe V. Financió, junto con su sobrino monseñor Juan Rodríguez Castañón, obispo de Tuy, hijo de su hermana Catalina, de Lillo, la construcción de la ermita de Nuestra Señora de las Nieves en su pueblo natal. Este último financió también la construcción de la iglesia de Lois, su pueblo. Diego murió en 1730 .